# Leucoraja garmani
Leucoraja garmani (лат.) — вид хрящевых рыб семейства ромбовых скатов отряда скатообразных. Обитают в субтропических водах северо-западной и центрально-западной Атлантики между 44° с. ш. и 24° с. ш. и между 81° з. д. и 69° з. д. Встречаются на глубине до 530 м. Их крупные, уплощённые грудные плавники образуют диск в виде ромба со заострённым рылом. Максимальная зарегистрированная длина 57 см. Откладывают яйца. Не являются объектом целевого промысла.

## Таксономия
Впервые вид был научно описан в 1939 году как Raja garmani. Лектотип представляет собой неполовозрелого самца длиной 17 см, пойманного у берегов Южной Каролины (32°24′ с. ш. 78°44′ з. д.) на глубине 260 м. Вид назван в честь ихтиолога Самуэля Гармана.

## Ареал
Эти рифовые океанодромные скаты обитают у восточного побережья США (Коннектикут, Делавэр, Флорида, Джорджия, Мэриленд, Массачусетс, Нью-Джерси, Северная и Южная Каролина и Виргиния. Встречаются на глубине 33—530 м, в основном между 74 и 274 м при температуре 5,3—15° C. Предпочитают песчаное и илистое дно.

## Описание
Широкие и плоские грудные плавники этих скатов образуют ромбический диск с округлыми краями и слегка выступающим кончиком рыла. На вентральной стороне диска расположены 5 жаберных щелей, ноздри и рот. На тонком хвосте имеются латеральные складки. У этих скатов 2 редуцированных спинных плавника и редуцированный хвостовой плавник. Вдоль спины и по бокам хвоста пролегают ряды колючек. Хвост длиннее диска. Дорсальную поверхность покрывает узор из тёмных розеток на бледно-коричневом фоне и многочисленные тёмные и светлые пятнышки. Вентральная поверхность белая или бледно-жёлтая.
Максимальная зарегистрированная длина 57 см, а ширина диска 26 см.

## Биология
Эти скаты откладывают яйца, заключённые в жёсткую роговую капсулу с выростами на концах. Длина капсулы без усиков 3,7—5,4 см, а ширина 2,6—3,0 см. Эмбрионы питаются исключительно желтком. Молодые скаты имеют тенденцию следовать за крупными объектами, напоминающими их мать. Рацион состоит в основном из десятиногих рачков, а также включает бокоплавов, полихет, кальмаров и рыб. Самцы и самки достигают половой зрелости к северу от мыса Хаттерас при длине 33,5—43,9 см, а к югу — 25,0—31,4 см.

## Взаимодействие с человеком
Эти скаты не являются объектом целевого промысла. Попадаются в качестве прилова. Мясо употребляют в пищу. На рынок поступает в свежем и солёном виде. Международный союз охраны природы присвоил виду охранный статус «Вызывающий наименьшие опасения».